# Batalla de la cruz de Mortimer
La batalla de Mortimer's Cross tuvo lugar el 2 de febrero de 1461 cerca de Kingsland, Herefordshire (entre Leominster y Leintwardine, junto al río Lugg ), cerca de la frontera con Gales, y corresponde a las Guerras de las Rosas. En Mortimer's Cross se enfrentaron un ejército liderado por Jasper Tudor y su padre, Owen Tudor, y formado por partidarios de Enrique VI de la Casa de Lancaster, su esposa, Margarita de Anjou, y su hijo el Príncipe Eduardo, y une ejército liderado por Eduardo, conde de March. Algunas fuentes dicen que se libró el 3 de febrero y la ubicación exacta ha sido objeto de algunas especulaciones. 

## Contexto
En 1460, mientras Enrique VI se hallaba preso, Ricardo, duque de York y padre del conde de March intentó deponer a Enrique para proclamarse rey, pero sus partidarios más cercanos lo disuadieron. No obstante, consiguió que se firmara un Acta de Acuerdo por el que él y sus descendientes heredarían el trono a la muerte de Enrique, desheredando así al hijo de Enrique el príncipe Eduardo. Inspirados por la reina de Enrique, Margarita de Anjou, los enemigos y rivales de York comenzaron a reunir ejércitos en Gales y el norte de Inglaterra. Por su parte, York envió a Eduardo de March, su hijo mayor de 18 años, a las Marcas de Gales en busca de apoyo  mientras él mismo dirigía un ejército hacia el norte. El 30 de diciembre, York resultó derrotado y muerto en la batalla de Wakefield.
Con la muerte de York, sus títulos y derechos pasaron a su hijo Eduardo de March, ahora duque de York. Eduardo intentó impedir que los partidarios galeses de Lancaster, mandados por Owen Tudor y su hijo Jasper, se unieran al cuerpo principal del ejército de Lancaster. El mayor de los Tudor había estado casado con Catalina de Valois, viuda de Enrique V; sus hijos (Jasper y Edmund Tudor), como medio hermanos de Enrique VI, habían sido nombrados condes y la familia era una fuerza poderosa en el sur de Gales. Su ejército estaba formado por galeses, procedentes especialmente de Carmarthenshire y Pembrokeshire, además de por mercenarios franceses y bretones y tropas irlandesas dirigidas por James Butler, conde de Wiltshire y Ormond.  Eduardo, desde el castillo de Wigmore, había formado su ejército en los condados fronterizos ingleses y en Gales y contaba con el apoyo de Lord Audley, Lord Gray de Wilton, Sir William Herbert de Raglan, Sir Walter Devereux y Humphrey Stafford.  Después de pasar la Navidad en Gloucester, comenzó a preparar su regreso a Londres. Sin embargo, al comprobar que el ejército de Jasper Tudor se acercaba y cambió de plan; Para impedir que Tudor se uniera a la fuerza principal de Lancaster que se acercaba a Londres, Eduardo se trasladó al norte con un ejército de aproximadamente cinco mil hombres hasta Mortimer's Cross.

## Parhelio
Al amanecer se produjo un fenómeno meteorológico conocido como parhelio: se vio salir tres soles. La aparición de este fenómeno justo antes de la batalla pudo haber asustado a sus tropas, pero Eduardo de York fue capaz de convencerlos de que representaba la Santísima Trinidad y que Dios estaba de su lado. Posteriormente lo tomó como emblema, el " Sol en esplendor ". Estos hechos fueron dramatizados por William Shakespeare en Rey Enrique VI, Parte 3  (ver más abajo ) y en The Sunne in Splendor de Sharon Kay Penman .

## Batalla
Uno de los consejeros de York, Sir Richard Croft, señor del cercano castillo de Croft, recomendó colocar arqueros en el cruce de caminos de Roman Road y Ogilby Road para detener el avance de Lancaster. El ejército de Pembroke era unos mil hombres más pequeño que el de York y, al no haberse sido desafiados en batalla hasta ese momento, es probable que no contaran con tener que luchar. No obstante, al mediodía estaba claro que tendrían que hacerlo para cruzar el Lugg. Los hombres de Lancaster comenzaron el ataque: la "batalla" (división) de Butler encabezó el primer asalto, lo que obligó al ala derecha de Eduardo a retirarse al otro lado de la carretera, donde este flanco se disolvió. Pembroke cargó contra la división central de Edward, que consiguió aguantar, pero el signo de la batalla quedó marcado cuando Owen Tudor, que intentó rodear el ala izquierda de York, fue rechazado y el ejército comenzó a desbandarse. Finalmente, también se rompió el centro de Pembroke, consumándose la derrota. Los hombres de Owen Tudor estaban ahora en plena desbandada: algunos de ellos fueron perseguidos hasta Hereford, a casi 30 kilómetros, donde el propio Owen fue capturado y decapitado. 

## Consecuencias
El contratiempo sufrido por York para marchar hacia la región central, obligó a Richard Neville, conde de Warwick, que viajaba con el rey Enrique cautivo en su séquito, a bloquear la ruta del ejército de Margarita hacia Londres por su cuenta. Acampó al norte de St Albans sobre la carretera principal del norte (la antigua calzada romana conocida como Watling Street). Aunque fue derrotado y Margarita de Anjou y su ejército tenían el camino libre hacia Londres, no lo hicieron. La reputación de saqueador del ejército de Lancaster hizo que los londinenses cerraran las puertas. Las noticias de la victoria yorkista en Mortimer's Cross también contribuyeron a incrementar sus temores. Los habitantes de Lancaster retrocedieron a través de Dunstable, perdiendo a muchos escoceses y habitantes de las fronteras que desertaron y regresaron a casa con el botín que ya habían reunido. Eduardo de March y Warwick entraron en Londres el 2 de marzo y Eduardo fue rápidamente proclamado rey Eduardo IV de Inglaterra. Al cabo de pocas semanas confirmó su dominio en el trono con una victoria decisiva en la batalla de Towton .

## Controversia de alineación

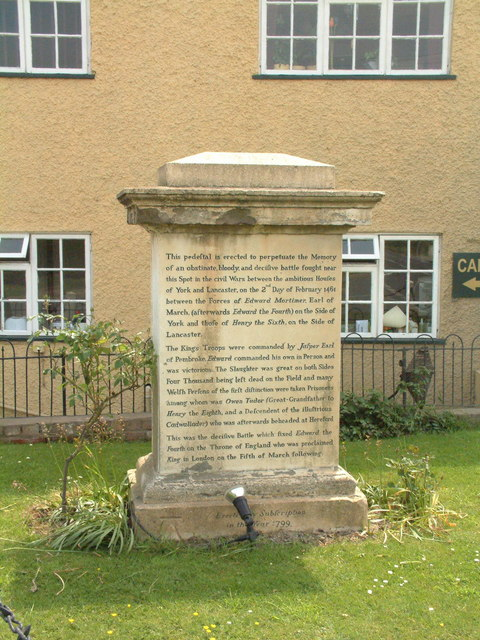
1799 monumento a la batalla en Kingsland

Los croquis convencionales de Mortimer's Cross muestran a los ejércitos uno frente al otro a través del valle con el río Lugg en la retaguardia del ejército Yorkista de Eduardo. Esta alineación casi este/oeste se basa en parte en las supuestas rutas de aproximación de ambos ejércitos. Se ha señalado que esto significaría que el Eduardo de York tenía el río a sus espaldas, lo que significaría el desastre ante una eventual derrota, ya que significaba la masacre de sus hombres en el caso de que tuvieran que vadear el río. Se sabía que Eduardo era militarmente astuto (o al menos contaba con buenos asesores) y es probable que fuera muy consciente de este riesgo. Escribiendo para Hobilar, the Journal of the Lance and Longbow Society  Andy Lamkowski sugiere una segunda alineación bastante plausible; que Eduardo cruzara el valle con el río Lugg a su izquierda (con los yorkistas mirando casi al sur) y los lancasterianos se detuvieron mirando casi al norte con el río a su derecha. La estrechez del valle cerca del puente llevaría a ambos ejércitos a formar en una columna de tres divisiones (si lucharan cerca del cruce del río), pero el terreno se ensancha significativamente hacia las actuales Battle Acre Cottage y Drybridge House donde es posible una línea de batalla tradicional de 'tres unidades'  .Andrew Boardman sugiere que una interpretación alternativa: "Podemos asumir que la batalla se libró en algún lugar cercano, posiblemente con el río asegurando los flancos de ambos ejércitos y las colinas del otro". Andrew Boardman también cita a William Gregory (Gregory's Chronicle)  diciendo que Eduardo: "Se encontró con sus enemigos en una amplia llanura cerca de Mortimer's Cross, no lejos de Hereford East". El lugar habitual de ubicación la batalla en el valle junto al puente no es "una amplia llanura", pero el área alrededor de Battle Acre Cottage o Drybridge House, al sur-sureste, cumple con esa descripción. Andy Lamkowski también señala que si la fuerza de Lancaster se acercara desde el sur en lugar de desde el oeste, entonces es más probable una alineación norte/sur. Eduardo se estaría desplegando a lo ancho del valle para evitar que los de Lancaster avanzaran hacia el norte y podría anclar su flancos en las laderas del valle que se estrecha y/o del propio río Lugg.